# Flacopimpla nigriceps
Flacopimpla nigriceps là một loài tò vò trong họ Ichneumonidae.